# Oxalis ebracteata
Oxalis ebracteata là một loài thực vật có hoa trong họ Chua me đất. Loài này được Savign. mô tả khoa học đầu tiên.